# Газовые конфликты между Россией и Украиной
Газовые конфликты между Россией и Украиной — конфликты, связанные с поставками российского природного газа на Украину и транспортировкой российского природного газа в Европу через территорию Украины.
Проблемы в сфере поставок российского газа на Украину и транспортировки газа через украинскую территорию проявились практически сразу после распада СССР в декабре 1991 года и образования самостоятельных Российской Федерации и Украины.
К моменту распада СССР 95 % газопроводов для экспорта природного газа из РСФСР в Европу проходило по территории УССР («Уренгой — Помары — Ужгород», «Союз» («Оренбург — Западная граница СССР»), «Прогресс» («Ямбург — Западная граница СССР»)). В СССР при строительстве экспортных газопроводов не было необходимости изолировать их от местных газораспределительных сетей и фактически не было возможности разделять газ для местного потребления и транзитный. Поэтому Украине и России пришлось решать проблему не только согласования условий транзита газа в Европу, но и проблему бесконтрольного отбора газа украинскими потребителями в условиях перестройки экономики и тяжёлого экономического кризиса.
С 2009 года между «Газпромом» и «Нафтогазом Украины» действовали два контракта — о поставках газа на Украину и о его транзите через территорию Украины в Европу. Оба истекали в конце 2019 года. С 2012 года «Нафтогаз» перестал полностью выбирать законтрактованный объём, а с ноября 2015 года вообще не закупает российский газ, заменив его «реверсными» поставками из Европы: российский газ де-факто поступает на Украину через трубопроводы, проложенные по её территории, но оплату Украина производит европейским странам. «Газпром», в свою очередь, не прокачивал через Украину объём газа, предусмотренный контрактом. В июне 2014 года компании начали судебные разбирательства по обоим контрактам. В конце февраля 2018 года Стокгольмский арбитраж вынес решение по вопросу о транзите через Украину, обязав «Газпром» выплатить Украине 4,673 млрд долл. по иску за недопоставку согласованных объёмов газа для транзита. По итогам зачёта встречных требований «Газпром» был обязан заплатить «Нафтогазу» 2,56 млрд долл.. Летом 2018 года «Нафтогаз» начал процесс принудительного взыскания этой суммы с «Газпрома» через арест его активов в Швейцарии, Великобритании и Нидерландах. В марте 2018 года «Газпром» инициировал расторжение всех договоров с Украиной по поставке и транзиту российского газа.
30 декабря 2019 года состоялось подписание 5-летнего договора между «Нафтогазом» и «Газпромом». Договор основан на схеме «качай или плати» с закреплёнными минимальными объёмами прокачки газа — не менее 65 млрд кубометров газа в 2020 году и не менее 40 млрд кубометров ежегодно в последующие четыре года. В рамках пятилетнего контракта по транзиту газа Украина (при базовом объёме прокачки в 225 млрд кубометров суммарно за 5 лет) получит как минимум 7,2 млрд долларов.
В 2020 году через Украину в ЕС было транспортировано 55,8 млрд м³ российского газа, что стало самым низким показателем за семь лет.
С 1 января 2025 года транзит российского природного газа через газотранспортную систему Украины был прекращён.

## 1992—2004
Разрушение единого экономического пространства бывшего СССР привело к упадку национальных экономик России и Украины в целом и нефтегазовой отрасли в частности. Тотальная ориентация украинской промышленности и коммунального сектора на российские нефть и газ выступали значительным фактором зависимости украинского государства от Российской Федерации.
Газовый экспорт был значимым источником валюты для России. В то же время для Украины поставки газа были важнейшим фактором жизнеобеспечения населения и промышленности. Поэтому первые договоры, регулирующие транзит и поставки газа, заключались на уровне правительств. Первым таким договором стало «Соглашение между Правительством Российской Федерации и Правительством Украины о поставках природного газа и транзите газа через территорию Украины» от 20 августа 1992 года. По этому договору Россия обязалась поставлять для нужд Украины 70 млрд м3 газа в год, а Украина обязалась транспортировать в Европу и Молдову 100 млрд м3 газа в год. Исполнителями соглашения были названы концерны «Укргазпром» и «Газпром». Пока стороны не ввели национальные валюты, расчёты предполагалось вести в рублях, однако убытки России вследствие проблем транзита или реэкспорта Украина обязалась возмещать в свободно конвертируемой валюте. Межправительственным соглашением особо оговаривалось, что транзитный газ «не подлежит распределению среди населения Украины», в случае недопоставки газа в третьи страны по вине Украины Российской Федерации должны были полностью возмещаться все понесённые в связи с этим убытки, Украина не имела права реэкспортировать полученный из России природный газ.
В июне 1993 года были утверждены новые цены на газ и транзит с переходом к расчётам в долларах США. До июня этого года 1000 кубометров стоили 15 600 руб., до 1 декабря — 42 000 руб., далее — 80 USD. Транзит 1000 м3 на 100 км до июня 1993 года обходился в 180 руб., до декабря — 1195 руб., далее — 1,5 USD плюс затраты 0,23 USD.
В феврале 1994 года было подписано новое межправительственное соглашение на 10 лет. Соглашением определялся объём поставок на Украину (50..70 млрд м3 в год), объём транзита (80..90 млрд м3 в год) и транзит на Украину из Средней Азии по территории РФ (25..35 млрд м3 в год). Коммерческие аспекты предполагалось согласовывать ежегодно в рамках контрактов «Укргазпрома» и «Газпрома». Соглашение отдельно оговаривало широкие возможности для бартерных сделок. Оговаривался запрет реэкспорта и связанность расценок транзита и газа.
В конце 1997 года правительство Украины на базе «Укргазпрома» и «Укрнефти» создало холдинг «Нафтогаз Украины».
В 2002 году было заключено «Соглашение между правительством Российской Федерации и кабинетом министров Украины о стратегическом сотрудничестве в газовой отрасли».

### Задолженность
Однако Украина не имела средств для оплаты поставок, росла задолженность за поставленные энергоресурсы. Эта задолженность оформлялась в виде так называемых технических кредитов — межгосударственных кредитов, предоставляемых для закупки определённых товаров. Они могли погашаться бартером либо оформлялись как госдолг. К концу 1992 года долг достиг 227 млрд рублей. Зимой 1992—1993 годов состоялся ряд межправительственных контактов, в результате которых технические кредиты были преобразованы в госдолг Украины и был разработан план их погашения до 1999 года. Однако проблема неплатёжеспособности Украины не была решена, и к августу 1993 года ситуация обострилась настолько, что поставки газа на Украину были ограничены на несколько дней. 11 августа Леонид Кучма встретился с Виктором Черномырдиным, после чего Россия возобновила поставки. Но уже 26 августа РАО «Газпром» вновь заявило о 25-процентном сокращении поставок природного газа на Украину в связи с непрекращающимся ростом украинской задолженности. Сокращение поставок газа, однако, оказалось малоэффективным механизмом обеспечения возврата долгов. В связи с тем, что основная часть транзитного маршрута к европейским потребителям проходила по территории Украины, это позволяло украинской стороне беспрепятственно осуществлять несанкционированный отбор российского экспортного газа на собственные нужды.
В октябре 1993 года «Газпром» предложил погасить долги Украины путём долгосрочной аренды ряда объектов украинской газотранспортной системы. Украинская сторона, однако, не желала соглашаться на это предложение, так как это могло поставить страну в крайне сложное положение в случае нового прекращения подачи газа.
В феврале 1994 года после длительного обсуждения было подписано ключевое для газовой отрасли соглашение. В качестве основных исполнителей по реализации экспорта газа на Украину и его транзита по украинской территории в нём были названы РАО «Газпром» и производственное объединение «Укргазпром». Особенно подчёркивалось, что объёмы экспортного газа, поступающего на территорию Украины и выходящего с её территории, должны совпадать.
16-17 февраля 1994 года «Газпром» останавливал экспорт природного газа на Украину. Март также начался с заявления РАО «Газпром» об остановке подачи газа на Украину в связи с тем, что задолженность Украины за газ превысила 1 трлн рублей. Украина вновь отвергла возможность оплаты объектами газотранспортной системы. По итогам 1994 года компания так и не добилась возврата долгов за энергоносители, которые к тому моменту приближались к двум миллиардам долларов. Наоборот, по итогам межправительственных переговоров в ноябре 1994 года Украина получила гарантии поставок газа на декабрь и на весь следующий год. Причиной такого поворота событий послужило намерение украинской стороны уступить в споре о зарубежных активах бывшего СССР. В декабре 1994 года между Россией и Украиной после длительных споров было подписано соглашение об урегулировании вопросов правопреемства в отношении долгов и активов бывшего СССР. Украинская сторона согласилась на так называемый «нулевой вариант», при котором Россия брала на себя обязательства по оплате всех долгов бывшего СССР, но при этом оставалась единственным владельцем всей советской заграничной собственности.
В начале 1995 года прошла серия прямых переговоров между украинским правительством и РАО «Газпром». Стороны договорились о реструктуризации долга Украины путём выпуска государственных облигаций с рассрочкой платежей на 12 лет и их передачи «Газпрому». Тогда же в Киеве на межправительственном уровне был поднят и вопрос о реструктуризации задолженности Украины по государственным кредитам, выданным Россией в 1993 и 1994 годах. Осенью 1995 года на Украине разгорелся очередной топливно-энергетический кризис, связанный с приближением отопительного сезона. Более чем 50-процентное отсутствие оплаты за энергоресурсы внутренними потребителями автоматически увеличивало внешние долги Украины, в первую очередь, перед Россией. В связи с этим украинское руководство предприняло попытку развести оплату импортируемого из России газа и плату за транзит топлива в Европу. Бо́льшую часть распределения газа между украинскими потребителями передали восьми более мелким контрагентам, а газотранспортную систему оставили в управлении «Укргазпрома». «Газпром» был вынужден перейти к заключению контрактов с множеством мелких украинских контрагентов. Это, однако, не решило проблемы долгов: контрагенты были также ненадёжны, а взыскивать долги с них было гораздо труднее. К примеру, известность получило дело компании Юлии Тимошенко Единые энергетические системы Украины, задолженность которой в размере более 400 млн долларов так и не была погашена.

### Бартерные схемы
Огромное значение для российско-украинских отношений имело подписание комплекса соглашений о Черноморском флоте и Договора о дружбе, сотрудничестве и партнёрстве в мае 1997 года. Согласно достигнутым договорённостям, Россия получила в аренду на 20 лет несколько бухт в Севастополе и Феодосии, причём внесение арендной платы за пользование объектами флотской инфраструктуры было связано с погашением украинской задолженности за энергоносители.
К концу 1997 года правительство Украины приняло принципиальное решение об объединении нефтяного и газового секторов путём создания на базе «Укргазпрома» и «Укрнефти» холдинга «Нафтогаз Украины». Одновременно, несмотря на многочисленные протесты российских чиновников и представителей газовой отрасли, Украина продолжала несанкционированный отбор газа сверх установленных объёмов. Так, по данным РАО «Газпром», только в декабре 1997 года Украина превысила допустимый лимит отбора газа на 660 млн кубометров, что в денежном выражении составило 48 млн долларов.
В начале 1998 года Россия и Украина разработали и подписали детальную программу экономического сотрудничества на период с 1998 по 2007 годы, которая предоставляла российским компаниям возможность принять участие в приватизации украинского энергетического комплекса путём приобретения акций формировавшегося «Нафтогаза Украины». Вскоре, однако, в России наступил период «правительственной чехарды», закончившийся приходом на пост главы правительства Владимира Путина. Вследствие этого в 1999 году ОАО «Газпром» оказалось в центре внутриполитических событий, и вопрос о возврате долгов Украины за газ временно отошёл на второй план.
В 1999—2001 годах Украина передала России в счёт урегулирования задолженности за природный газ доставшиеся ей в наследство от СССР восемь стратегических бомбардировщиков Ту-160, три Ту-95МС, около 600 крылатых ракет, стоявших на вооружении дальней авиации, а также наземное оборудование. Таким образом Украине удалось погасить 285 млн долларов из долга за поставленный российский газ.

### Разделение оплаты транзита и покупки газа
К середине 1990-х сложилась следующая схема: Россия поставляла газ Украине по фиксированным ценам (50 долларов за тысячу кубометров в качестве оплаты за транзит газа и 80 долларов за отбор газа сверх оплаты по транзиту). О справедливости этой фиксированной цены высказывались диаметрально противоположные мнения. Президент России Владимир Путин, например, в середине 2000-х заявлял, что Россия в течение 15 лет ежегодно спонсировала Украину на три-пять миллиардов долларов за счёт дешёвых энергоносителей. Президент Украины Виктор Ющенко, однако, тогда же утверждал, что Россия на протяжении 1990-х поставляла Украине газ по ценам выше среднеевропейских. При этом статистика импорта газа в Германию показывает, что лишь в 1999 году цена импорта газа в Германию опускалась ниже 80 долларов за 1000 м3. Так или иначе, но эта схема оплаты за газ, далёкая от рыночной, устраивала и украинскую промышленность, и «Газпром». При этом, однако, статус монопольного транзитёра позволял Украине в кризисных ситуациях осуществлять «несанкционированный отбор» российского газа из экспортных трубопроводов (украинские представители называли это «отбором газа из <трубопроводной> системы в одностороннем порядке»), что никак не могло способствовать добрым отношениям между государствами. «Москва ежегодно перекачивает через нашу страну на Запад 130 миллиардов кубометров газа. Если здесь откачают миллиард кубометров — это же ничтожная доля», — заявил президент Украины Леонид Кучма в интервью журналу «Spiegel» в 2000 году. Это заявление вызвало скандал в России. В 2000 году Украина несанкционированно отобрала 8,2 млрд м³ газа.
С 1998 года «Газпром» полностью прекратил прямые поставки газа Украине и стал поставлять газ лишь в оплату за транзит, а экспортом «платного» газа занялась посредническая компания «Итера», которую позже сменили «Eural Trans Gas» (ETG) и «РосУкрЭнерго». Бартерные поставки газа в обмен на транзит осуществлялись при условной цене газа в 50 $/тыс. м³ и тарифе в 1,0937 $/тыс. м³ на 100 км. По этому соглашению Украина получала примерно 30 млрд м3 в год. Летом 2004 года было подписано очередное соглашение к контракту между «Газпромом» и «Нафтогазом», продлевающее эти условия на 5 лет, до 2009 года. При этом часть транзита шла зачётом на погашение старых долгов «Нафтогаза» перед «Газпромом», для чего поставки газа в оплату транзита уменьшались на 5 млрд м3 в год.

### 2001—2004
2001—2004 годы для Украины стали периодом высоких темпов экономического роста и определённой социальной стабильности. Воспользовавшись ростом мирового спроса на продукцию чёрной металлургии, наличием свободных мощностей и поставками дешёвых российских энергоносителей, металлургические предприятия Украины смогли существенно нарастить объёмы выпуска экспортоориентированной продукции, что привело к экономическому оживлению в промышленных регионах Востока. В 2003 году Украина возглавила СНГ, стала членом Соглашения о формировании Единого экономического пространства совместно с Белоруссией, Казахстаном и Россией. Именно в Киеве предполагалось разместить органы управления Единым экономическим пространством. Масштабный характер стало приобретать сотрудничество Украины и России в высокотехнологичных отраслях, разрабатывались крупные проекты, в том числе и по совместному использованию газотранспортной системы. Все социально-экономические прогнозы обещали стране стабильное развитие и высокую динамику экономического роста.
В конце 2004 года на Украине состоялись президентские выборы. Россия рассчитывала на победу Виктора Януковича, который шёл на выборы в качестве главы кабинета министров. Исходя из этого, 8 августа 2004 года было подписано дополнительное соглашение к контракту между «Газпромом» и «Нафтогазом», которым на пятилетний срок, до 2009 года, для Украины была установлена фиксированная цена на российский газ — 50 долларов за тысячу кубометров.
Однако намерение правительства Виктора Януковича интегрировать Украину в Единое экономическое пространство стало одной из причин начала массовых протестов в Киеве, в результате которых пост президента достался его оппоненту — Виктору Ющенко.

### Поиск Украиной путей избавления от «российской газовой зависимости»
Ещё в 1994 году соглашение с Россией предусматривало транзит по территории РФ на Украину среднеазиатского газа. Первые поставки туркменского газа были в основном бартерными. К 2001 году Украина покупала у Туркменистана порядка 30 млрд м3 в год на условиях 50 % оплаты деньгами из расчёта 40 долл / 1000м3 не считая доставки, остальное — по бартеру. Тариф на транзит туркменского газа через РФ был увязан с ценой транзита по Украине. В 2006 году поставки из Средней Азии прекратились в связи с ростом цен на туркменский газ, требованиями перейти на полную оплату газа живыми деньгами и ростом задолженности Украины перед Туркменией.
С победой Виктора Ющенко произошёл резкий крен украинской власти в сторону Запада — новый президент провозгласил евро-атлантический вектор развития страны, отказавшись от «многовекторного» геополитического курса своего предшественника Леонида Кучмы. Начался постепенный отход от идеи экономической интеграции в рамках постсоветского пространства, сопровождавшийся обострением разногласий в экономической и политической сфере с Россией. Стало ясно, что времена «льгот» (цена в 50 долларов за тыс. м³) для бывшей братской республики закончились.
Новое украинское руководство в качестве приоритетов энергетической политики провозгласило избавление от российской газовой зависимости и поиск альтернативных источников топлива. Была выдвинута задача создания открытого и прозрачного рынка купли-продажи и транспортировки углеводородов из Каспийского региона в Европу путём диверсификации маршрутов поставок нефти и газа в обход России. По концепции украинского руководства, это позволило бы освободить Европу и союзников Украины на постсоветском пространстве от доминирования российского энергетического экспорта. Одну из ключевых ролей в решении этой задачи Украина приписывала себе — своему выгодному географическому положению, наличным транзитным мощностям и промышленному потенциалу. С этой целью Украина участвовала в провозглашении Балто-Черноморско-Каспийского энерготранзитного пространства, проведении энергосаммитов в 2006—2008 годах.
Украина продвигала строительство газопровода «Белый поток» (который поставлял бы газ из Азербайджана через Грузию), подключение таким образом к проекту Евросоюза «Набукко». Эти проекты неоднократно обсуждались с предполагавшимися источниками энергоресурсов — Азербайджаном, Казахстаном, Узбекистаном, Туркменистаном — и Грузией как государством-транзитёром. Эти планы, однако, так и не превратились из деклараций в практические действия. Предлагаемый экспорт каспийской нефти и газа через Украину в Европу не был подкреплён какими-либо документами и финансированием.
Попытки реализовать указанные декларативные проекты осуществлялись на фоне длительных сложных переговоров Украины с Россией по вопросам транзита и своевременной оплаты Украиной российских газовых поставок. На фоне раздоров между союзниками по украинской «оранжевой» коалиции проявились неспособность и нежелание мирно договариваться с Россией по первоочередным вопросам. В итоге в 2006 и 2008 годах произошли два острых «газовых» конфликта, которые привели к отключению Россией поставок газа на Украину. Это значительно повысило уровень недоверия между странами, крайне негативно сказалось на имидже России как надёжного поставщика энергоресурсов в Европу и Украины как транзитного государства.
До 2007 года также шёл трудный диалог между Украиной и Туркменистаном. Виктор Ющенко предлагал Туркменистану заключить 20-летнее соглашение по поставкам газа на Украину, по которому государственная компания «Туркменнефтегаз» должна была бы взять на себя обязательство поставлять на Украину по 50-60 млрд кубометров газа в год. Соглашение также предусматривало возможность создания консорциума для строительства нового трубопровода по территории Туркменистана, Казахстана, России и Украины для прямого экспорта туркменского газа в Евросоюз. Обсуждение застопорилось в связи с тем, что Туркменистан потребовал от Украины перейти на оплату поставок туркменского газа в денежной форме и срочно погасить долг в 600 млн долларов по товарным поставкам в оплату туркменского газа, поставленного ещё в 2004 году.

### Разработка Россией альтернативных транзитных маршрутов
Разрабатывая альтернативные маршруты поставок газа в Европу, в марте 1993 года «Газпром» подписал в Варшаве соглашение о строительстве транзитного газопровода «Ямал — Западная Европа» через территорию Польши в обход Украины. Газопровод был введён в строй в конце 1999 года, на полную мощность вышел в 2006 году.
С 1997 года велась проработка маршрута по дну Балтийского моря. С 2005 года началось строительство проекта, известного как «Северный поток». Прокачка газа по нему началась в 2011 году.
В рамках российско-турецкого соглашения 1997 года, предусматривавшего поставку Турции 364,5 млрд м³ газа в 2000—2025 годах, был построен трубопровод «Голубой поток». 30 декабря 2002 года газопровод был сдан в эксплуатацию, промышленные поставки газа начались в феврале 2003 года.
В рамках проработки южного маршрута поставок газа в Европу в 2007 году «Газпром» начал переговоры о прокладке газопровода «Южный поток», однако в связи с негативной реакцией Евросоюза проект не был реализован. Южный маршрут поставок газа прошёл через Турцию (газопровод «Турецкий поток», запущенный 8 января 2020 года).
Создание альтернативных маршрутов транспортировки российского газа в Европу (Ямал-Европа и «Северный поток») привело к постепенному снижению объёмов газового транзита через Украину. В 2001 году через Украину в ЕС было прокачано 124,4 млрд м³, в 2010 году — 98,6 млрд м³, в 2013 году — 86,1 млрд м³. Несмотря на это, Украина ещё в начале 2010-х годов оставалась крупнейшим транзитным государством для поставок российского газа в Европу.

## Газовый конфликт между Россией и Украиной (2005—2006)

### Разрыв транзитных соглашений
В марте 2005 года назначенный незадолго до этого новым правительством Тимошенко председатель ГАК «Нафтогаз Украины» Алексей Ивченко предложил «Газпрому» отказаться от бартерных схем при взаиморасчётах и перейти к независимым контрактам на транзит и поставку газа. Обоснованием для разрыва действующих соглашений было желание украинской стороны повысить тарифы на транзит российского газа в Европу по территории Украины до 1,75—2 долл./тыс. кубометров на 100 км.
«Газпром» согласился, при условии перехода на «коммерческие цены на российский и туркменский газ», но уже через день против такой схемы выступила премьер-министр Украины Юлия Тимошенко, которая заявила, что без «бартерного газа» стране будет трудно обеспечить низкую цену на газ «для населения и коммунально-бытового сектора» (на Украине предприятия ЖКХ и население получали газ, который является собственностью государства: или «бартерный газ», или газ, который добывался на Украине и поэтому являлся более дешёвым; промышленность же получала дорогой импортный российский и туркменский газ). Переход на денежные расчёты увеличивал прибыль «Нафтогаза», но исчезновение «недорогого бартерного газа» вело к повышению «платы за отопление и газ для населения»; кроме того, была опасность подорожания и «российского газа для промышленности». Юлия Тимошенко же (в том числе, исходя из своих обещаний избирателям) придерживалась политики «стабильных и посильных тарифов для населения».
В декабре 2005 года (уже при правительстве Еханурова) именно на мартовские предложения Алексея Ивченко «Газпром» будет ссылаться, предлагая прекратить бартерные сделки и перейти на «рыночные формы взаимоотношений». «Газпром» согласился разорвать бартерные соглашения, заключать контракты отдельно на транзит и поставки газа и поднять тариф на транзит, однако указал, что контракт на газ хочет заключать по европейским ценам за вычетом стоимости транзита по Европе. Среднеевропейские цены к тому времени уже перешли отметку 150 долларов за тысячу м³..
Вице-премьер Украины Анатолий Кинах категорически отверг российское предложение, настаивая на сохранении условной бартерной цены на газ из существующих транзитных контрактов. Наступила патовая ситуация, в которой ни одна из сторон не желала соглашаться на предложения другой. Попытки Украины договориться о расширении и продлении поставок газа из Туркменистана успехом не увенчались. В середине декабря озвученная Россией цена была поднята до 220—230 долларов за тысячу кубометров (цена на российский газ для Германии за вычетом транспортных издержек).
Советник президента России по экономическим вопросам Андрей Илларионов назвал конфликт, разворачивавшийся между Россией и Украиной, «газовой войной», в которой Россия, по его выражению, применила против Украины «энергетическое оружие» — при этом он признавал, что прежняя цена (50 долларов за тысячу кубометров, установленная 8 августа 2004 года на срок до 2009 года) являлась «очевидно субсидируемой» и к тому же была установлена «в иной политической ситуации». Через неделю после этих заявлений Илларионов покинул свой пост.

### Кризис
В связи с тем, что украинская сторона отказалась подписать какие-либо контракты на поставку газа в 2006 году, 1 января 2006 года Газпром перестал поставлять в украинскую ГТС объёмы газа для Украины. Однако Украина не прекратила отбор газа из ГТС и в течение первых дней 2006 года осуществляла несанкционированный отбор газа для удовлетворения собственных потребностей.
Конфликт был формально завершён в ночь с 3 на 4 января подписанием документов, которые, судя по первоначальным официальным заявлениям, удовлетворили обе стороны. Был подписан договор между «Газпромом» и «Нафтогазом» об условиях поставок российского газа на Украину через посредническую компанию «РосУкрЭнерго» и об условиях транзита российского газа в Европу через территорию Украины сроком на пять лет. Верховная рада Украины, однако, использовала факт подписания этого соглашения для обострения отношений с президентом Ющенко, отправив правительство Юрия Еханурова в отставку. Во второй половине января Украина возобновила сверхплановый отбор российского газа из транзитных газопроводов, что отразилось на поставках европейским покупателям. Некоторые страны Центральной и Восточной Европы воспользовались этой ситуацией для того, чтобы обвинить Россию как ненадёжного энергопоставщика.
В договоре было указано, что посредническая миссия переходит компании «РосУкрЭнерго», а цена за газ для Украины составит 95 $/тыс. м³ (на первое полугодие 2006, в дальнейшем изменения цены подлежали согласованию сторонами). Компромиссная цена стала возможной благодаря «смешению» дорогого российского и дешёвого туркменского газа в трубе для Украины. Также Газпром обещал платить Украине 1,60 $/тыс. м³ на 100 км за транзит газа в Европу.

### Туркменский кризис
Российско-украинский договор 4 января 2006 года, однако, не привёл к завершению газового конфликта. Договором было предусмотрено подписание всех необходимых контрактов между «Газпромом», «Нафтогазом Украины», «РосУкрЭнерго» (RUE) и Туркменистаном до 20 января, однако этого не произошло в связи с тем, что Туркменистан затягивал принятие решения о том, кто — Россия или Украина — будет приоритетным покупателем её газа (экспортные возможности Туркменистана были недостаточны для одновременного выполнения её газоэкспортных контрактов с Россией и Украиной).
17-18 февраля 2006 года состоялись трёхсторонние российско-украинско-туркменские переговоры, в ходе которых Украина лишилась последнего шанса диверсифицировать поставки газа. Хотя Туркменистан обещал поставить на Украину 22 млрд кубометров природного газа по прямым договорам (помимо поставок через RUE), с начала 2006 года по прямым договорам на Украину не было поставлено ни кубометра туркменского газа, поскольку Туркменистан заявил о намерении повысить цену на газ. При этом Сапармурат Ниязов вновь напомнил Украине о долге за природный газ, поставленный в предыдущие годы, — 159 миллионов долларов. Тем не менее «Газпром» согласился на конечную цену поставок «Нафтогазу» $95 за тысячу кубометров до конца 2006 года, несмотря на фактический отказ Туркменистана поставлять свой газ Украине и формальную цену российского газа в контракте в 230$. Во второй половине 2006 года Туркменистан повысил цену на газ для России с 65$ до 100$.

## Газовый конфликт между Россией и Украиной 2008—2009 годов
Одновременно с решением ценовых и транзитных вопросов Россия поставила перед Украиной вопрос о погашении украинского долга за газ. Формально эта проблема была решена на встрече в феврале 2008 года президентов Ющенко и Путина в Москве. Кроме того, была достигнута договорённость о переводе всех отношений по поставкам газа на линию «Газпром» — «Нафтогаз Украины», минуя посредника — RosUkrEnergo. При этом базовая цена российского газа для Украины была снижена до 179 долл. за тысячу кубометров.
В начале 2009 года отношения двух стран прошли через новый газовый кризис, затронувший интересы европейских потребителей. 1 января 2009 года прекратилась подача газа для Украины, с 5 января уменьшилась подача для европейских потребителей. С 7 января транзит российского газа через территорию Украины был прекращён полностью.
19 января 2009 года по итогам переговоров премьер-министров России и Украины Владимира Путина и Юлии Тимошенко руководители ОАО «Газпром» и НАК «Нафтогаз» подписали прямой договор о поставках и транзите газа на 2009—2019 годы. Комментируя это событие, Путин отметил достижение договорённостей «по всему комплексу вопросов, связанных с поставкой природного газа на Украину и с транзитом российского природного газа в Европу», но вместе с тем подчеркнул необходимость строительства альтернативных маршрутов транспортировки российского газа европейским потребителям. Идея газопровода «Северный поток» перешла в стадию практической реализации в апреле 2010 года.
20 января поставки газа для Украины и транзит в Европу возобновились. Итогом конфликта можно считать переход России и Украины на прозрачные принципы в торговле газом и устранение посредников. По условиям подписанного договора «Нафтогаз» был обязан расплачиваться за потребленное топливо в полном объёме не позднее седьмого числа каждого месяца, следующего за месяцем поставки. В случае нарушения этого условия «Газпром» имел право перейти на авансовую систему расчётов с Украиной.
Договором предусматривалось стандартное в международной практике условие «бери или плати»: за недобор газа Украина должна была выплачивать штрафы в размере 300 % от его стоимости в зимний период и 150 % — летом. Начиная с 2010 года Украина была обязана ежегодно покупать не менее 52 млрд м³. Ставка на транзит через украинскую территорию была установлена на уровне 1,7 долл. за 1 тыс. м³ на 100 км. При этом была предусмотрена специальная формула роста транзитной ставки, благодаря чему к 2013 году она достигла 3,4 долл.
Согласно достигнутым договорённостям, за основу цены для Украины бралась базовая «европейская» цена (на тот период — 450 долл. за 1 тыс. м³) со скидкой в 20 %. Позднее, при президенте Януковиче, по специальным договорённостям устанавливались дополнительные политически мотивированные скидки: например, в 2010 году — 20 % под гарантии в счёт оплаты пребывания Черноморского флота в Севастополе, а в конце 2013 года — дополнительный скидочный коэффициент.
В августе 2009 года газовый конфликт между Россией и Украиной приобрёл новый оборот. 10 августа вице-премьер Российской Федерации Игорь Сечин заявил, что Россия не намерена выдавать кредит Украине на закупку российского газа. В начале августа представители европейских банков подтвердили возможность выделения кредита Украине на закупку газа в размере 1,7 миллиарда долларов.

## 2010—2014
21 апреля 2010 года в Харькове Виктор Янукович и Дмитрий Медведев подписали новое соглашение о стоимости закупок и транзита газа через украинскую ГТС, увязав снижение ставки на 30 % от текущей величины с продлением соглашения об аренде Черноморским флотом Российской Федерации базы в Севастополе на 25 лет, до 2042 года.
С 2012 года «Нафтогаз» перестал полностью выбирать объём, законтрактованный согласно договорённости от 19 января 2009 года.
В декабре 2013 года на фоне массовых протестов на Украине президент РФ Владимир Путин объявил о снижении для Украины цены на газ на треть (с 400 до 286 долл.). Одновременно было объявлено о предоставлении Украине кредита в размере 15 млрд долл. В рамках этой программы помощи на Ирландской бирже были выпущены евробонды с купоном 5 % годовых на сумму 3 млрд долл., которые были выкуплены Россией за счёт средств Фонда национального благосостояния.
В 2014 году на фоне резкого ухудшения украинско-российских отношений, вызванного сменой власти в Киеве и аннексией Крыма Россией, Россия расторгла Харьковские соглашения и Договор о базировании Черноморского флота.
С 1 апреля 2014 года «Газпром» отменил все предоставлявшиеся скидки, что привело к повышению стоимости газа для Украины до базовой европейской — на тот момент, 485 долл.. Новые украинские власти не признали отмену скидок и заявили, что «справедливой» является цена первого квартала 2014 года — 268,5 долл. за 1 тыс. м³.
16 июня 2014 года «Газпром» обратился в арбитражный институт Торговой палаты Стокгольма с иском в связи с ненадлежащим исполнением «Нафтогазом Украины» контракта 2009 года, потребовав взыскания с «Нафтогаза Украины» неоплаченной задолженности за природный газ и соответствующих процентов. В тот же день «Нафтогаз Украины» обратился в арбитраж с требованиями о ретроактивном изменении цены на природный газ, возмещении всех переплаченных сумм за период с 20 мая 2011 года (не менее 6 млрд долларов) и отмене положения контракта, запрещающего перепродажу поставляемого по нему природного газа за пределами Украины. 21 июля эти дела были консолидированы.
С 16 июня в связи с ростом задолженности (по оценкам «Газпрома», она превысила 5 млрд долларов) Россия перевела поставки газа на Украину в режим предоплаты, что привело к их прекращению; по газопроводам поставлялся лишь газ, предназначенный для транзита в Европу, в объёме 185 млн кубометров в сутки. Россия также потребовала от Украины выплаты долга до конца года. Украина не соглашалась на применение механизма предоплаты при поставках газа из России и настаивала на том, чтобы оплата производилась по факту его поступления.
В связи с неурегулированностью этих вопросов Украина увеличила реверсные поставки газа из Европы через газотранспортные системы Польши, Словакии и Венгрии. По данным «Газпрома», в 2014 году Польша, Венгрия и Словакия экспортировали на Украину 1,7 млрд кубометров газа, а в 2012—2014 годах суммарный объём импорта газа Украины с территорий этих стран составил 3,8 млрд кубометров.
Европейские покупатели газа (в частности, Словакия) обратились к «Газпрому» с просьбой увеличить поставки российского газа в Европу. В «Газпроме» это обращение расценили как свидетельство намерений организовать перепродажу российского газа Украине и отказались предоставлять дополнительные объёмы, заявив о намерении снизить добычу.
В конце августа начались трёхсторонние переговоры России, Украины и Евросоюза, на которых украинская сторона настаивала на закупке российского газа по цене 320 долларов за тыс. кубометров летом и по 385 долларов зимой (ранее о разделении цены на летнюю и зимнюю речи не шло).
Украинские власти заявляли, что Украине удастся найти замену 30 млрд кубометров газа, которые страна получила из России в 2013 году, и пережить осенне-зимний период благодаря реверсным поставкам топлива из Европы, запасам из подземных газовых хранилищ, а также сокращению потребления.
Тем временем в октябре 2014 года «Нафтогаз» подал в Стокгольмский арбитраж второй иск против «Газпрома», потребовав выплаты компенсации за снижение объёмов транзита в размере 3,2 млрд долл. и ещё 3 млрд долл. за низкую ставку транзита.
30 октября в результате трудных многодневных переговоров в Брюсселе были достигнуты соглашения, по которым на период с 1 ноября 2014 по 31 марта 2015 года была установлена цена 385 долларов за тыс. кубометров газа (с учётом введённой с 1 ноября скидки в размере 100 долл. за тысячу кубометров). Украина, в свою очередь, обязалась до конца года погасить часть долга в размере 3,1 миллиарда долларов. Кроме того, была достигнута договорённость о том, что во время действия этого соглашения для Украины не будет применяться режим «бери-или-плати».
4 ноября «Нафтогаз» перечислил «Газпрому» 1,45 млрд долл. в качестве первого транша в счёт оплаты поставленных и не оплаченных ранее объёмов газа; 9 декабря Россия возобновила поставки газа Украине после почти полугодового перерыва.
24 декабря «Нафтогаз Украины» перечислил «Газпрому» 1,65 млрд долларов в счёт оплаты поставленных и не оплаченных ранее объёмов газа.

## 2015
С середины февраля 2015 года газовый конфликт получил новое направление развития: 19 февраля Украина прекратила поставки газа на территории Донецкой и Луганской областей, контролируемые самопровозглашёнными ДНР и ЛНР, ссылаясь на повреждения газопроводов; в ответ на это «Газпром» стал поставлять газ в эти районы напрямую в счёт поставок на Украину по предоплате за февраль. Заявка на поставку газа в данном случае поступила от «Донбасстрансгаза», контролируемого властями самопровозглашённых республик, однако украинская сторона отказалась признавать эту заявку. В результате Украина не внесла предоплату за поставки газа в марте.
В марте «Нафтогаз» обратился к «Газпрому» с просьбой продлить скидку на газ ещё на три месяца (по июнь включительно). Эта просьба российской стороной была удовлетворена.
12 июня 2015 года «Газпром» уточнил сумму требований по искам к «Нафтогазу» в Стокгольмском суде, увеличив её до 29,2 млрд долларов.
29 июня «Газпром» предложил «Нафтогазу» продолжить покупку газа по цене 247,18 долл. за тыс. кубометров. Предоплата за июль, однако, не поступила, и с 1 июля 2015 года прямые поставки газа на Украину были прекращены (газ на Украину поступал только по схеме реверса из Словакии).
18 сентября премьер-министр Украины Арсений Яценюк заявил, что общая сумма требований по искам к «Газпрому» в Стокгольмском суде составила уже 16 млрд долларов.
25 сентября Россия, Украина и Европейская энергокомиссия парафировали трёхсторонний протокол по зимнему пакету 2015—2016 годов по среднеевропейской цене для Украины в 232 доллара с учётом российской скидки 20 долларов на 4-й квартал 2015 года. 12 октября «Газпром» возобновил поставки газа на Украину, но 25 ноября прекратил поставки до поступления новых платежей. С этого периода Украина перестала закупать российский газ напрямую, заменив его реверсным российским газом из Европы.

## 2016—2021
2016
В январе Украина заявила об отказе исполнять контракт о покупке российского газа по цене в 212 долларов за тысячу кубометров, формируемой на основании формулы, прописанной в контракте, поскольку «покупает его из Европы по цене около 200 долларов».
В феврале Антимонопольный комитет Украины оштрафовал «Газпром» на 85,9 млрд гривен (около 3,26 млрд долл.) за якобы злоупотребление монопольным положением на рынке транзита газа Украины. Впоследствии комитет насчитал 100 % пени на этот штраф. В апреле 2017 года министерством юстиции Украины было инициировано исполнительное производство по принудительному взысканию с «Газпрома» штрафа и пени. Украина на своей территории прибегла к аресту активов, долю в которых имеет «Газпром», — компаний «Газтранзит», «Газпром сбыт Украина», «Международный консорциум по управлению и развитию газотранспортной системы Украины», «Институт ЮЖНИИГИПРОГАЗ».
2017
К 2017 году общая сумма требований «Газпрома» к «Нафтогазу» по искам в Стокгольмском арбитраже составила 37 млрд долл., а «Нафтогаза» к «Газпрому» — 27 млрд долл. Слушания завершились 11 октября 2017 года. 22 декабря 2017 года Стокгольмский арбитраж огласил первое решение, по вопросу о поставках газа на Украину, обязав «Нафтогаз» выплатить «Газпрому» 2,019 млрд долларов. Суд снизил обязательные годовые закупки по принципу «бери или плати» с 52 до 4 млрд м³ в год и отклонил большую часть претензий «Нафтогаза» к «Газпрому» по переплате за газ.
В октябре 2017 года в российском правительстве заявили, что ввод в строй газопровода «Северный поток — 2» или второй очереди «Турецкого потока» позволит достигнуть официально объявленной цели — сокращения  транзита газа через территорию Украины к концу 2019 года. Еврокомиссия и США, однако, попытаются помешать строительству газопровода «Северный поток — 2»
2018
28 февраля Стокгольмский арбитраж вынес решение по вопросу о транзите через Украину, обязав «Газпром» выплатить Украине 4,673 млрд долл. по иску за недопоставку согласованных объёмов газа для транзита, но при этом сохранил тарифы на транзит. По итогам зачёта встречных требований «Газпром» обязан заплатить «Нафтогазу» 2,56 млрд долл..
«Газпром» заявил о несогласии с этим решением, подал апелляцию и через несколько дней, в марте, инициировал расторжение всех существующих договоров с Украиной по поставке и транзиту российского газа.
В апреле руководитель «Газпрома» А. Миллер заявил, что «Газпром» может сохранить транзит газа через территорию Украины в объёме 10-15 млрд м³, если украинская сторона докажет экономическую целесообразность нового контракта. Президент Путин на пресс-конференции в июле, по итогам российско-американского саммита в Хельсинки, заявил, что Россия готова продолжать транзит газа через Украину и после запуска газопровода «Северный поток — 2», если условия по транзиту будут экономически приемлемыми.
Летом 2018 года «Нафтогаз» начал процесс принудительного взыскания 2,56 млрд долл. с «Газпрома» через арест его активов в Швейцарии, Великобритании и Нидерландах. Шведский апелляционный суд округа Свеа приостанавливал исполнение решения Стокгольмского арбитража, однако позднее эта мера была отменена. В «Нафтогазе» заявили, что продолжат добиваться ареста активов «Газпрома». «Газпром» подал апелляцию на решение Стокгольмского арбитража. Предварительные слушания в апелляционном суде округа Свеа (Швеция) прошли в ноябре 2018 года, начало основных слушаний назначено на 7 октября 2019 года. В «Нафтогазе» заявили, что продолжат добиваться ареста активов «Газпрома». В марте 2019 года Высокий суд Англии и Уэльса приостановил дело по иску «Нафтогаза» о принудительном взыскании 2,6 млрд долл. с «Газпрома». Как заявили представители «Газпрома», процесс приостановлен до решения шведского суда по апелляции «Газпрома».
2019
В конце 2019 года истекали газовые контракты между «Газпромом» и «Нафтогазом», подписанные в 2009 году. Вопрос сохранения транзита после 2019 года обсуждался на трёхсторонних консультациях с участием представителей Европейской комиссии, в том числе с учётом строительства газопровода «Северный поток — 2» в обход Украины.
В начале января 2019 года глава «Нафтогаза» Андрей Коболев сообщил в эфире украинского «5 канала», что «Нафтогаз» подал против «Газпрома» иск в Стокгольмский арбитраж в связи с возможным снижением стоимости украинской газотранспортной системы после строительства Россией обходных потоков; сумма иска составила 12 млрд долл.
21 января 2019 года в Брюсселе прошла трёхсторонняя встреча по транзиту российского газа через территорию Украины с участием России, Украины и Еврокомиссии. Еврокомиссия хотела бы обеспечить сохранение этого транзита как важного источника поступления средств в украинский бюджет. Встреча, однако, закончилась безрезультатно.
В конце января газета «Коммерсантъ» сообщила, что «Газпром» планирует сохранить экспорт газа в Европу в ближайшие годы на уровне не менее 200 млрд кубометров, а в среднесрочной перспективе рассчитывает на дальнейший рост поставок из-за сокращения собственной добычи газа в Европе. Для этого, однако, компании либо нужно договариваться о транзите газа с Украиной, либо строить новые обходные газопроводы.
21 марта «Нафтогаз» сообщил СМИ, что, по имеющейся у него информации, «Газпром» начал рассылку уведомлений своим европейским партнёрам о намерении прекратить транспортировку газа через территорию Украины с 2020 года. Венгерская сторона сообщила, что с «Газпромом» достигнута договорённость о поставках газа в обход Украины с 2020 года, если «Газпром» не достигнет договорённости по транзиту газа через Украину.
22 марта Виктор Медведчук и кандидат в президенты Украины Юрий Бойко встретились в Москве с премьер-министром РФ Дмитрием Медведевым. Присутствовавший на переговорах глава «Газпрома» Алексей Миллер заверил, что готов продлить транзитный контракт с Украиной, снизить цену на газ в рамках прямых поставок минимум на 25 % и войти в консорциум по управлению газотранспортной системой Украины. Было сказано, что в случае победы Бойко цена на российский газ для Украины могла бы составить 240—260 долл. за тысячу кубометров.
В конце марта Дания предложила проектной компании газопровода «Северный поток-2» Nord Stream 2 AG изучить альтернативный маршрут прокладки газопровода через исключительную экономическую зону Дании в Балтийском море южнее острова Борнхольм. При этом было заявлено, что поданные ранее две другие заявки Nord Stream 2 — на прокладку в территориальных водах Дании южнее Борнхольма и в экономической зоне севернее острова — не будут рассматриваться, пока проектная компания не изучит южный маршрут.
26 апреля исполнительный директор НАК «Нафтогаз Украины» Юрий Витренко заявил, что «Газпром» существенно увеличил транзит газа через Украину, что, по его мнению, связано с закачкой сырья в газохранилища в Европе — а следовательно, это указывает на то, что «Россия готовится к новой газовой войне».
27 апреля, отвечая на вопросы журналистов на пресс-конференции по итогам рабочего визита в Китай, президент РФ Владимир Путин сказал, что, если у него когда‑то будет встреча с Владимиром Зеленским, необходимо будет обсудить вопросы экономического характера — в частности, обсудить подписание договора о газовом транзите: «А если транзита не будет? Вы понимаете, что тогда не будет реверса? Ведь реверс, он же виртуальный. Наш газ, который идёт в Западную Европу. Газовая труба советских времен как устроена? Там от транзитной газовой трубы идут ответвления на всю Украину. Это абсолютно известная для профессионалов вещь. Публика только, может быть, этого не понимает. Но это чушь, это бред, это обман. Никакого реверса реального нет. Вот идёт газ по трубе, ведь невозможно утром пускать в аверсном режиме, то есть запускать газ транзитом в Европу, а по ночам, как тать в ночи, переворачивать в реверсный режим. Это технологически невозможно просто. Это невозможно. Поэтому что происходит? Идёт газ в Европу, ответвления от газовых транзитных труб идут на всю территорию Украины. Газ берётся в обычном режиме, потом по бумагам пишется, что это реверс. Частично заходит на территорию соседних стран, оттуда маленькую трубу проложили, соединили пару труб, и делают вид, что гоняют эти объёмы. На самом деле их нет. Представьте, что транзит отсутствует. Так тогда и не будет газоснабжения Украины. Это такой серьёзный вопрос. Они валяют дурака там, занимаются какими‑то политическими дрязгами, вместо того чтобы подумать о рядовом гражданине Украины, который живёт текущими заботами и вынужден платить непомерную цену за все эти политические фокусы».
В своих первых заявлениях по вопросам внешней политики Украины новый президент Украины Владимир Зеленский подчеркнул, что рассчитывает на поддержку ЕС на переговорах по транзиту российского газа через газотранспортную систему Украины после 2019 года и на «солидарную позицию ЕС в вопросе противодействия реализации строительства газопровода „Северный поток-2“».
30 мая новый секретарь Совета национальной безопасности и обороны Украины Александр Данилюк заявил, что прекращение транспортировки российского газа через территорию Украины может иметь серьёзные экономические и геополитические последствия: Украина не только лишится порядка 3 млрд долларов доходов от транзита газа, но и «если Украина как страна-транзитёр не осуществляет транзит газа, то мы просто становимся объектом, а не субъектом»,— сказал он в эфире телеканала «1+1».
5 июня премьер-министр РФ Дмитрий Медведев после встречи со своим словацким коллегой Петером Пеллегрини заявил, что Россия не отказывалась от продления договора с Украиной на транзит газа в Европу и от использования этого маршрута, но подобное сотрудничество должно быть взаимовыгодным и основываться на нормальных коммерческих отношениях и приемлемых тарифах. По его словам, для этого необходимо отказаться от «бесконечных» судебных споров и должно быть определено, каким образом будет управляться газотранспортная система Украины.
В сентябре на консультациях главы Минэнерго РФ Александра Новака с украинским коллегой Алексеем Оржелем и вице-председателем Еврокомиссии Марошем Шефчовичем «Газпром» подтвердил, что готов бронировать мощности украинской газотранспортной системы с 2020 года и взаимодействовать с её новым оператором — компанией «Магистральные газопроводы Украины» — по европейскому законодательству, а Украина обязалась обеспечить имплементацию такого законодательства к 1 декабря. Переход на европейское законодательство означает, что мощности украинской ГТС будут выставлены на аукцион и «Газпром» сможет забронировать их в объёме и на срок, которые нужны ему.
28 октября в ходе очередного раунда переговоров российская сторона отказалась одобрить предложенную Украиной методику определения тарифа на транспортировку газа. Не была достигнута и договорённость о подписании технического соглашения между операторами газотранспортных систем.
30 октября Датское энергетическое агентство после затянувшихся более чем на два года дискуссий дало «Газпрому» разрешение на достройку участка «Северного потока-2», проходящего по исключительной экономической зоне страны. Речь идёт о 147 км газопровода к юго-востоку от острова Борнхольм.
31 октября Верховная рада приняла законопроект о выделении газотранспортной системы (ГТС) из структуры компании «Нафтогаз Украины». 15 ноября Зеленский подписал этот закон, что позволит создать независимого оператора ГТС в соответствии с европейским законодательством. Новый оператор, переданный на 15 лет в управление компании «Магистральные газопроводы Украины», будет курироваться Министерством финансов и сможет полноценно заработать с 1 января 2020 года. Благодаря закону Украина сможет подписать контракт на транзит газа с «Газпромом» по европейским правилам после сертификации Европейским союзом оператора ГТС (процесс сертификации должен пройти до 1 января 2020 года).
В ноябре «Газпром» сформулировал окончательное предложение о продлении контракта по транзиту газа через Украину, предложив «Нафтогазу» продлить действующий контракт или заключить новый договор на один год. «Газпром» увязывал это предложение с завершением всех судебных споров, а именно: с отказом «Нафтогаза» от 2,6 млрд долларов, выигранных по решению Стокгольмского арбитража, а также от нового иска на 12 млрд долларов, обнулением штрафа Антимонопольного комитета Украины, а также отзывом жалобы «Нафтогаза» на «Газпром» в Еврокомиссию. Украинская компания сочла выдвинутые условия неприемлемыми.
Партия Петра Порошенко «Европейская солидарность» призвала не допустить возобновления прямых закупок газа из России: «Восстановление прямых закупок газа из России является серьёзной угрозой национальной безопасности нашего государства и имеет элементы государственной измены, когда Украину снова сажают на русскую „газовую иглу“, сознательно делают зависимой от страны-агрессора»,— говорится в заявлении партии.
20 декабря «Газпром» и «Нафтогаз» после длительных консультаций в Берлине и Минске договорились об условиях решения арбитражного спора в Стокгольме, объёмах и сроках транзита российского газа в Европу через Украину.
27 декабря, в соответствии с достигнутыми 20 декабря договорённостями, «Газпром» выплатил компании «Нафтогаз Украины» 2,918 млрд долларов в счёт погашения долга, образовавшегося в соответствии с решением Стокгольмского арбитража от февраля 2018 года. Пресс-служба «Нафтогаза» подтвердила получение средств, отметив, что в общей сложности компания получила по результатам спора в арбитраже с «Газпромом» 5 млрд долларов. Эта сумма сложилась из выплаченных 27 декабря 2,9 млрд и 2,1 млрд, полученных «Нафтогазом» в виде газа, поставленного «Газпромом» в 2014 году.
30 декабря 2019 года, ровно за сутки до истечения срока действия предыдущего контракта, состоялось подписание 5-летнего договора между «Нафтогазом» и «Газпромом». Договор основан на схеме «качай или плати» с закреплёнными минимальными объёмами прокачки газа. Применение этого принципиального контрактного условия гарантировало Украине платежи со стороны контрагента за следующие объёмы прокачки газа: не менее 65 млрд кубометров газа в 2020 году и не менее 40 млрд кубометров ежегодно в последующие четыре года. В рамках пятилетнего контракта по транзиту газа Украина (при базовом объёме прокачки в 225 млрд кубометров суммарно за 5 лет) получит как минимум 7,2 млрд долларов, что примерно соответствует уровню транспортного тарифа в контракте от 2009 года (около $32 за тысячу кубометров за прокачку от Суджи на российско-украинской границе до Словакии). Если объём транзита окажется более 65 млрд кубометров в 2020 году и/или 40 млрд кубометров в 2021—2024 годах, «Газпром» будет платить за него по повышенному тарифу. В рамках достигнутых договорённостей стороны подписали два документа: межоператорское соглашение (interconnection agreement) между компанией «Оператор ГТС Украины» и «Газпромом», а также транспортное соглашение «Газпрома» с НАК «Нафтогаз Украины» на бронирование мощностей газотранспортной системы Украины.
31 декабря состоялся телефонный разговор президентов России и Украины. Путин и Зеленский обсудили состоявшийся 29 декабря обмен пленными в Донбассе и подписанный газовой контракт. Они подчеркнули важность достигнутых газовых договорённостей, выразили надежду на скорое прекращение огня на линии соприкосновения в Донбассе, высказались «за развитие российско-украинских отношений в 2020 году» и поздравили друг друга с новогодними праздниками.
2020
В 2020 году через Украину в ЕС было транспортировано 55,8 млрд м³ российского газа, что является самым низким показателем за семь лет.
2021
28 апреля по решению украинского правительства был снят с должности глава компании Андрей Коболев, руководивший ею с 2014 года. На его место сроком на один год был назначен Юрий Витренко. В тот же день были досрочно прекращены полномочия независимых членов наблюдательного совета «Нафтогаза Украины» Бруно Лескуа, Людо Ван дер Хейдена, Клер Споттисвуд, а также ряда представителей государства в совете. Власти объяснили своё решение неудовлетворительными показателями работы компании в 2020 году (общий годовой убыток — 19 млрд гривен, или 51 млрд руб.). «Глубокую озабоченность» событиями вокруг «Нафтогаза» выразили в Еврокомиссии и в Госдепартаменте США. «Этот просчитанный шаг с использованием процедурной лакуны привёл к изгнанию уважаемых экспертов из советов директоров ряда принадлежащих государству предприятий. Это показывает неуважение к честным и прозрачным практикам управления корпорациями и усложняет давние усилия по реформе украинского энергетического сектора и улучшения инвестиционного климата»,— отметил 29 апреля представитель Госдепартамента Нед Прайс.
В сентябре между «Газпромом» и венгерской энергетической компанией MVM был подписан 15-летний контракт на поставки российского газа в Венгрию в обход Украины, через газопровод «Балканский поток» (продолжение «Турецкого потока») и трубопроводы Юго-Восточной Европы. Глава МИД Украины Дмитрий Кулеба назвал это соглашение «ударом по украинско-венгерским отношениям». По оценке директора Украинского института политики Руслана Бортника, речь может идти о потере Украиной доходов за транзит в размере $200 млн в год. Во-вторых, договоры о «реверсных поставках» были, по данным украинских СМИ, заключены в основном с венгерскими компаниями. Прекращение транзита в Венгрию означает, что теперь недостающие объёмы газа придётся реально закупать, причём, скорее всего, по гораздо более высокой цене.
В декабре компания «Нафтогаз Украины» подала в Еврокомиссию жалобу, в которой утверждает, что российский «Газпром» злоупотребляет доминирующим положением на европейском рынке газа. «Нафтогаз» попросил Еврокомиссию обязать «Газпром» выставить на торги значительные объёмы природного газа, чтобы они могли быть приобретены на границах Украины с Россией или ЕС. В «Нафтогазе» заявили, что в этом случае клиенты «Газпрома» получат возможность покупать газ для дальнейшего самостоятельного бронирования мощностей украинской ГТС. «Нафтогаз» обвинил «Газпром» в создании искусственных препятствий, которые привели к энергетическому кризису в Европе. В компании считают, что целью этих действий является создание искусственного дефицита газа и давление на ЕС с целью ускорить запуск газопровода «Северный поток — 2».
В 2021 году транзит газа из России через Украину составил 41,7 млрд м³, всего РФ резервировала мощности в объёме 44,4 млрд м³.

### Украина и «Северный поток — 2»
С началом прокладки газопровода «Северный поток — 2» из России в Германию украинские власти выступили против проекта, заявляя, что Россия будет использовать газопровод как инструмент давления на Украину. Украинское руководство активно участвовало в кампании США и ряда европейских государств, имевшей целью остановить строительство.
Так, президент Украины Пётр Порошенко заявлял, что газопровод «Северный поток — 2» представляет собой геополитический проект, имеющий целью «подрыв единства Европы» и её «уничтожение», это «попытка ввести против Украины экономическую и энергетическую блокаду и нанести ей значительный ущерб».
Премьер-министр Украины Владимир Гройсман называл «Северный поток — 2» «исключительно геополитической конструкцией», которая несёт «прямую угрозу» Украине.
Коммерческий директор НАК «Нафтогаз Украины» Юрий Витренко заявлял, что прекращение транзита газа через украинскую территорию увеличит вероятность полномасштабного конфликта между Украиной и Россией.
Верховная рада Украины призывала мировое сообщество не допустить строительства газопровода: «Намерение реализовать „Северный поток — 2“ утвердит абсолютную монополию РФ на газовом рынке Европы. В этом случае „Газпром“ получит контроль над объёмом и ценой всего газового рынка континентальной Европы, а также физическую возможность вообще отказать в поставках газа странам Центральной Европы».
Президент Украины Владимир Зеленский, пришедший к власти в мае 2019 года, уже в своих первых заявлениях по вопросам внешней политики Украины подчёркивал, что рассчитывает на «солидарную позицию ЕС в вопросе противодействия реализации строительства газопровода „Северный поток-2“». Позднее в качестве одного из аргументов он заявлял, что в случае реализации проекта Украина не сможет финансировать армию, поскольку ежегодно будет терять 3 млрд долларов, которые получает за транзит.
21 июля 2021 года Украина и Польша выступили с совместным заявлением о том, что отказ США от попыток остановить строительство газопровода углубляет кризис «безопасности, доверия и политики в Европе» и создаёт угрозу для Украины и Центральной Европы. Украина и Польша договорились сотрудничать с союзниками и партнёрами для противодействия «Северному потоку-2», пока не будут созданы «решения для преодоления кризиса безопасности». Министры призвали Германию и США «адекватно отнестись к кризису безопасности в нашем регионе, единственным выгодоприобретателем которого является Россия». Киев инициировал консультации с Еврокомиссией и Германией по «Северному потоку-2».
Российское руководство отвергает обвинения в намерении использовать «Северный поток — 2» в качестве инструмента политического давления. Глава «Газпрома» Алексей Миллер в июле 2021 года объявил о готовности продолжать транзит через Украину и после окончания строительства нового газопровода, в том числе о возможности увеличения объёмов поставок «суммарно выше текущих транзитных обязательств» (по контракту на 2020—2024 годы), но решать этот вопрос надо «на рыночных условиях и по рыночным ценам».